# Oh! (少女時代歌曲)
《Oh!》是韓國流行音樂女子團體少女時代的第5張日語單曲。2012年9月26日由環球唱片發售。

## 概要
- 《Oh!》是少女时代第二张韩语专辑“Oh!”同名主打曲“Oh!”的日语版本
- 《All My Love Is For You》为少女时代第三首原创日语单曲
- 此單曲有2個版本，分別有「初回生産限定盤」和「通常盤」，收錄了「All My Love Is For You」的PV。

## 收錄内容

### CD（初回生産限定盤，通常盤）
1. Oh!
（作詞・作曲：Kim jung bae・Young H.Kim・Kenzie、日本語詞：Nozomi Maezawa & agehasprings）
2. All My Love Is For You
（作詞・作曲：SEBASTIAN THOTT・DIDRIK THOTT・ROBIN LERNER・JUNJI ISHIWATARI）

### DVD（初回生産限定盤）
1. All My Love Is For You（PV）